# Munich WCT 1975
Il Munich WCT 1975 è stato un torneo di tennis giocato sul sintetico indoor. È stata la 3ª edizione del torneo che fa parte del World Championship Tennis 1975. Si è giocato a Monaco di Baviera in Germania dal 10 al 16 marzo 1975.

## Campioni

### Singolare maschile
Arthur Ashe ha battuto in finale  Björn Borg con il punteggio di 6–4 7–6

### Doppio maschile
Bob Hewitt /  Frew Donald McMillan hanno battuto in finale  Corrado Barazzutti /  Antonio Zugarelli con il punteggio di 6–3, 6–4